# Tear Down These Walls
| Оценки критиков | Оценки критиков |
| Источник        | Оценка          |
| --------------- | --------------- |
| allmusic        | [ 1 ]           |

Tear Down These Walls — седьмой студийный альбом британского певца Билли Оушена, выпущенный в 1988 году. Наиболее известными синглами с этого альбома являются: «Get Outta My Dreams, Get into My Car» и «The Colour of Love». Название альбома является отсылкой к известной фразе президента США Рональда Рейгана — «Снесите эту стену».
Пластинке удалось занять 18 место в чарте Billboard 200 и 3 место в UK Albums Chart.

## Список композиций
| №   | Название                               | Автор(ы)                                   | Длительность |
| --- | -------------------------------------- | ------------------------------------------ | ------------ |
| 1.  | «Tear Down These Walls»                | Ланг, Оушен, Рили                          | 3:41         |
| 2.  | «Gun for Hire»                         | Брэйтуайт, Истмонд, Оушен, Джолион Скиннер | 4:59         |
| 3.  | «Stand and Deliver»                    | Скиннер                                    | 5:02         |
| 4.  | «The Colour of Love»                   | Брэйтуайт, Истмонд, Оушен, Скиннер         | 4:26         |
| 5.  | «Calypso Crazy»                        | Ланг, Оушен                                | 4:55         |
| 6.  | «Get Outta My Dreams, Get into My Car» | Ланг, Оушен                                | 5:37         |
| 7.  | «Soon As You're Ready»                 | Брэйтуайт, Истмонд, Оушен, Скиннер         | 4:38         |
| 8.  | «Pleasure»                             | Брэйтуайт, Истмонд, Оушен, Скиннер         | 4:55         |
| 9.  | «Because of You»                       | Брэйтуайт, Истмонд, Оушен, Скиннер         | 4:53         |
| 10. | «Here's to You»                        | Брэйтуайт, Истмонд, Оушен, Скиннер         | 4:14         |

Все песни записаны на лейблах Zomba Enterprises Inc./Aqua Music Ltd./Donril Music/Barry J. Eastmond Music Co./Public Eye Music Inc/Jo Skin Music Inc./Zomba Music Publishers Ltd.

## Производственный персонал
- Продюсеры: Уэйн Брэйтуайт, Барри Джи. Истмунд, Роберт Джон «Матт» Ланг и Рили[англ.]
- Звукоинженеры: Карл Битти, Джерри Пил, Стив Пауэр
- Ассистенты звукоинженеров: Брюс Роббинс, Крис Тревитт
- Микширование: Найджел Грин

## Участники записи
- Ведущий и бэк-вокалы: Билли Оушен
- Ударные: Ричард Бэйли, Терри Силверлайт[англ.], Бадди Уильямс[англ.]
- Перкуссионные: Башири Джонсон[англ.], Тони Марони
- Программирование: Пит Харрис, Фил Николас
- Бас-гитара: Пол Брюс, Джолион Скиннер
- Клавишные, синтезаторы: Дэйв Коллард, Митчелл Форман, Роб Лорд, Фил и Бренда Николасы[англ.], Эрик Рел, Ви. Джеффри Смит
- Гитары: Джонатан Батлер, Стив Берд, Майк Кэпмбелл, Айра Сигал
- Саксофон: Чарльз Догерти, Уэсли Магуган, Ленни Пикетт[англ.]
- Тромбон: Клифтон Андерсон
- Труба: Мак Голлехон, Рон Тули
- Виолончель: Ричард Хендриксон, Эдит Уайнт
- Бэк-вокал: Филлип Балоу, Этел Битти, Мэри Кессиди, Уилл Даунинг, Лэни Грувс, Йоланда Ли Льюис, The Manhattans[англ.], Синди Мизелл, Бренда Нельсон, Ванесси Томас, Кэрол Томпсон[англ.], Бернита Тёрнер, Одри Уилер

## Чарты
| Чарт                            | Позиция | Всего недель |
| ------------------------------- | ------- | ------------ |
| Australian Albums Chart         | 13      | ?            |
| Canadian Albums Chart           | 8       | ?            |
| Dutch Albums Chart              | 18      | 1            |
| Finnish Albums Chart            | 24      | ?            |
| German Albums Chart             | 17      | 13           |
| New Zealand Albums Chart        | 7       | 12           |
| Norwegian Albums Chart          | 3       | 10           |
| Swedish Albums Chart            | 14      | 5            |
| Swiss Albums Chart              | 10      | 10           |
| UK Albums Chart                 | 3       | 13           |
| U.S. Billboard 200 Chart        | 18      | ?            |
| U.S. Billboard R&B Albums Chart | 7       | ?            |

## Сертификации и продажи
| Регион                                                      | Сертификация | Продажи  |
| ----------------------------------------------------------- | ------------ | -------- |
| Австралия (ARIA)                                            | Золотой      | 35 000^  |
| Великобритания (BPI)                                        | Золотой      | 100 000^ |
| Канада (Music Canada)                                       | Платиновый   | 100 000^ |
| США (RIAA)                                                  | Платиновый   | 700,000  |
| ^ Данные о тиражах приведены только на основе сертификации. |              |          |